# Alive (singel Black Eyed Peas)
Alive (pol. Żwawy) – singel promocyjny amerykańskiej grupy muzycznej The Black Eyed Peas, pochodzący z jej piątego studyjnego albumu The E.N.D. Wydany został przez Interscope Records. Tekst został stworzony przez Will.i.am'a, Jeana Baptiste, Fergie, Taboo i Apl.de.ap, a produkcją zajął się will.i.am. Piosenka jako jedyna z płyty "The E.N.D" jest spokojną kompozycją.

## Lista utworów
1. "Alive" – 5:04